# Helan (ziekenfonds)
Helan is een Belgisch onafhankelijk ziekenfonds dat op 1 januari 2022 ontstaan is door de fusie van Partena en OZ, allebei lid van de Landsbond van de Onafhankelijke Ziekenfondsen. Helan is actief in Vlaanderen en Brussel en heeft zijn hoofdzetels in Gent, Brugge en Antwerpen.

## Geschiedenis
Helan ontstond op 1 januari 2022 uit de fusie van OZ en Partena. De naam 'Helan' is een samentrekking van 'helen' en 'élan'. Partena was een Vlaamse mutualiteit met ziekenfondsnummer 526. OZ was een Belgisch ziekenfonds actief in het Vlaams en Brussels Gewest. Ziekenfonds OZ ontstond in 2001 door de fusie van het Vlaams Onafhankelijk Ziekenfonds Brugge en het Onafhankelijk Ziekenfonds Antwerpen en had het ziekenfondsnummer 501.

## Diensten
Naast het zorgen voor de terugbetaling van medische kosten en de uitbetaling van een ziekte-uitkering in het kader van de verplichte ziekteverzekering, biedt Helan net zoals de andere Belgische ziekenfondsen ook aanvullende voordelen, diensten en verzekeringen aan. Zo organiseert Helan kinderopvang, thuiszorg, huishoudhulp, kraamzorg en vakanties en heeft ze zorgwinkels. Helan is aanbieder van de hospitalisatieverzekeringen Hospitalia en tandverzekering Dentalia Plus. Heyo, organisator van kampen in Vlaanderen en Brussel, is ook onderdeel van de Helan-groep.